# Devendra seriatus
Espèce
Synonymes
- Campostichomma seriatum Simon, 1898

Devendra seriatus est une espèce d'araignées aranéomorphes de la famille des Zoropsidae.

## Distribution
Cette espèce est endémique du Sri Lanka. Elle se rencontre vers Nuwara Eliya

## Description
La femelle mesure 4 mm.
Les mâles mesurent de 2,60 à 2,75 mm et la femelle 6,10 mm.

## Publication originale
- Simon, 1898 : Descriptions d'arachnides nouveaux des familles des Agelenidae, Pisauridae, Lycosidae et Oxyopidae. Annales de la Société entomologique de Belgique, vol. 42, p. 1-34 (texte intégral).